# Opalkovo
Opalkovo – wieś w Słowenii, w gminie Velike Lašče. W 2018 roku liczyła 34 mieszkańców.